# 拉姆绍
拉姆绍是奥地利下奥地利州利林费尔德县的一个市镇。总面积54.69平方公里，总人口826人，人口密度15.1人/平方公里（2005年）。